# Gobierno González Laxe
El gobierno de Fernando González Laxe en la Xunta de Galicia fue el ejecutivo autonómico constituido tras la moción de censura de septiembre de 1987 contra el presidente Gerardo Fernández Albor. González Laxe, líder del Partido dos Socialistas de Galicia-PSOE, fue elegido presidente por el Parlamento de Galicia el 24 de septiembre de 1987 y nombrado oficialmente mediante Real Decreto el día 28. Su mandato se prolongó hasta las elecciones autonómicas de 1989, tras las cuales fue sustituido por Manuel Fraga Iribarne.

## Contexto
La caída de Gerardo Fernández Albor se produjo tras perder el apoyo de Coalición Galega y Partido Liberal, lo que posibilitó una mayoría alternativa en el Parlamento. El PSdeG-PSOE impulsó una moción de censura que contó con el respaldo del BNG y de otros grupos de la oposición.

## Investidura y nombramiento
El 24 de septiembre de 1987, González Laxe fue investido presidente por mayoría simple en el Parlamento de Galicia. El nombramiento se formalizó mediante el Real Decreto 1120/1987, de 28 de septiembre, publicado en el Boletín Oficial del Estado.

## Principales actuaciones
Durante su breve mandato (1987-1989), el gobierno de Laxe impulsó medidas de modernización administrativa y la defensa del sector pesquero gallego en las negociaciones con la Comunidad Económica Europea.

## Cronología
- 24 de septiembre de 1987: investidura en el Parlamento de Galicia.[6]
- 28 de septiembre de 1987: nombramiento oficial mediante Real Decreto.[7]
- 1989: disolución tras las elecciones autonómicas y relevo por Manuel Fraga Iribarne.

## Composición
El gabinete de González Laxe, integrado por representantes del Partido dos Socialistas de Galicia-PSOE, contó con un total de 10 conselleiros además de la Presidencia.
|                                                 |                                            |                                                                                |                                                                                    |  |
| Gobierno de Fernando González Laxe              |                                            |                                                                                |                                                                                    |  |
| 30 de septiembre de 1987 - 6 de febrero de 1990 |                                            |                                                                                |                                                                                    |  |
|                                                 | Partido de los Socialistas de Galicia      |                                                                                |                                                                                    |  |
|                                                 | Coalición Galega                           |                                                                                |                                                                                    |  |
|                                                 | Partido Socialista Galego-Esquerda Galega  |                                                                                |                                                                                    |  |
|                                                 | Independiente                              |                                                                                |                                                                                    |  |
| Presidente                                      | Presidente                                 |                                                                                | Fernando González Laxe 30 de septiembre de 1987-6 de febrero de 1990               |  |
| Vicepresidente                                  | Vicepresidente                             |                                                                                | José Luis Barreiro Rivas 30 de septiembre de 1987-30 de julio de 1988              |  |
| Vicepresidente                                  | Vicepresidente                             | Francisco Javier Suárez-Vence Santiso 30 de julio de 1988-6 de febrero de 1990 |                                                                                    |  |
| Presidencia y Administración Pública            | Presidencia y Administración Pública       |                                                                                | Pablo González Mariñas 30 de septiembre de 1987-6 de febrero de 1990               |  |
| Economía y Hacienda                             | Economía y Hacienda                        |                                                                                | Juan Fernando Salgado García 30 de septiembre de 1987-6 de febrero de 1990         |  |
| Ordenación del Territorio y Obras Públicas      | Ordenación del Territorio y Obras Públicas |                                                                                | Antolín Sánchez Presedo 30 de septiembre de 1987-6 de febrero de 1990              |  |
| Educación y Ordenación Universitaria            | Educación y Ordenación Universitaria       |                                                                                | Francisco Javier Suárez-Vence Santiso 30 de septiembre de 1987-30 de julio de 1988 |  |
| Educación y Ordenación Universitaria            | Educación y Ordenación Universitaria       | Aniceto Núñez García 30 de julio de 1988-6 de febrero de 1990                  |                                                                                    |  |
| Industria, Comercio y Turismo                   | Industria, Comercio y Turismo              |                                                                                | Santos Oujo Bello 30 de septiembre de 1987-6 de febrero de 1990                    |  |
| Trabajo y Bienestar Social                      | Trabajo y Bienestar Social                 |                                                                                | Miguel Martínez Losada 30 de septiembre de 1987-6 de febrero de 1990               |  |
| Agricultura                                     | Agricultura                                |                                                                                | Francisco Sineiro García 30 de septiembre de 1987-6 de febrero de 1990             |  |
| Cultura                                         | Cultura                                    |                                                                                | Alfredo Conde Cid 30 de septiembre de 1987-6 de febrero de 1990                    |  |
| Pesca                                           | Pesca                                      |                                                                                | José Enrique Rodríguez Peña 30 de septiembre de 1987-6 de febrero de 1990          |  |
| Sanidad                                         | Sanidad                                    |                                                                                | Pablo Padín Sánchez 30 de septiembre de 1987-6 de febrero de 1990                  |  |